# رودسيا الجنوبية
هو الاسم الاستعماري الإنكليزي للمناطق التي تقع إلى الشمال من نهر ليبوبو وجنوب إفريقيا وبعد استقلال هذه المناطق وتشكيل حكومة أفريقية تم إعادة تسمية هذه المناطق باسم جمهورية رودسيا سنة 1965 وحالياً تعرف باسم زيمبابوي.

## لمحة تاريخية
هذه المناطق كانت تتبع إداريا لجنوب زامبيا لكن في عام 1895 أطلق اسم رودسيا عليها، وتسمية الجنوبية أطلقت عام 1901م وبقيت هذه التسمية تستخدم تحت اسم اتحاد رودسيا ونياسلند إلى عام 1964.